# Armilustrium
Het Armilustrium was in de oudheid een lustratio van de wapens op 19 oktober.
Het ging om een zuiveringsritueel van de wapens waarbij de Salii optraden. Er werd nadien geofferd op altaar, waarschijnlijk ter ere van Mars. Hierbij werden ook eventueel buitgemaakte wapens van de vijand aan Mars gewijd.
Het altaar stond op het plein Armilustrum op de Aventijn. Dit plein was omgeven door een porticus met vierkante marmeren zuilen die waren versierd met afbeeldingen van wapens. Het plein gaf zijn naam aan de Vicus Armilustri. Dit was waarschijnlijk de antieke straat die overeenkomt met de huidige Via di S. Sabina.

## Antieke bronnen
- Festus, s.v.
- Varro, De Ling. Lat. IV 32, V 3.
- Liv., XXVII 37.
- P. Vict., De Regionibus U. R.